# Lili Kraus
Lili Kraus, född 4 mars 1905 i Budapest i Ungern, död 6 november 1986 i Asheville i North Carolina i USA, var en ungersk pianist. 
Kraus studerade från sjutton års ålder vid Liszt-akademien för Artur Schnabel, Zoltán Kodály, och Béla Bartók. På 1930-talet fortsatte hon sina studier för Eduard Steuermann och Schnabel. Hon blev snabbt erkänd som specialist på Mozart och Beethoven. På 1930-talet turnerade hon i Europa och i Japan, Australien och Sydafrika. 
Efter andra världskrigets slut fick hon brittiskt medborgarskap och bosatte sig så småningom i USA.